# WYSIWYM
WYSIWYM — сокращение от англ. What You See Is What You Mean (То, что ты видишь, есть то, что ты имеешь в виду), парадигма редактирования документов, возникшая как альтернатива более распространённой парадигме WYSIWYG.
В WYSIWYM-редакторе пользователь задаёт только логическую структуру документа и собственно контент. Оформление документа, его итоговый внешний вид возложено на отдельное ПО, либо, во всяком случае, вынесено в отдельный блок. Таким образом достигается полная независимость содержания документа от его формы.
Например, в WYSIWYM-документе можно вручную пометить такие элементы текста, как заголовок документа, название раздела, заголовок, связанный с рисунком, имя автора и т.д; это позволит в дальнейшем автоматически отображать один элемент текста как заголовки разделов, как крупный полужирный текст в одной таблице стилей или как текст с выравниванием по центру красного цвета в другой и т. д.. Чаще всего требуется, чтобы семантическая структура документа была определена заранее перед его написанием. Редактору также нужна система для экспорта структурированного содержимого для создания окончательного формата документа в соответствии с указанной структурой.
Основным преимуществом парадигмы WYSIWYM является полное разделение представления и содержания документа: пользователю достаточно структурировать и написать документ один раз, а не переключаться многократно между двумя режимами его представления. что влечет дополнительные временны́е затраты. А поскольку оформление форматирования обеспечивает система экспорта документа, это также упрощает создание единообразного дизайна.

## Текстовые редакторы
В отличие от неструктурированного документа с фиксированным представлением, для WYSIWYM должен использоваться процессор документов, а не текстовый процессор. Первым процессором документов, работавшим в парадигме WYSIWYM, был LyX, хотя аналогичные концепции можно проследить и в более ранних издательских системах, таких как LaTeX, TPS (смоделированной на основе экспериментов в Xerox PARC) и FrameMaker.
Например, в FrameMaker документ может быть создан (то есть просмотрен и отредактирован) с использованием двух возможных представлений страницы, теги стиля (называемые «форматами») и содержимое документа находятся на «основных страницах», в то время как структура и представление определяются «главными страницами». Несколько таких документов могут быть связаны и условно запрограммированы для различных приложений. Затем эти элементы могут быть экспортированы в соответствующие теги, которые сохраняют некоторые или все функциональные возможности вышеуказанных элементов на языках разметки, таких как XML/HTML/CSS и PDF, или непосредственно визуализированы для окончательного представления в других форматах, от PostScript до необработанного текста.
Другой подход к парадигме WYSIWYM используется платформой GNU TeXmacs, которая сочетает экранное представление структуры документа с почти точным отображением WYSIWYG.

## Преимущества
- У пользователя может быть несколько визуальных представлений для одного и того же контента. Например: статья на сайте; статья, ориентированная на чтение с электронных книг или смартфонов; документ, ориентированный на чтение в печатном варианте. При этом собственно полезное содержимое создаётся единственный раз.
- Существенно возрастают возможности автоматического анализа текста.
- Внесение изменений в визуальное представление документа не требует изменения самого документа. Таким образом, значительно сокращается время правок.
- В случае веб-интерфейса:
  - безопасность — WYSIWYM исключает атаки вида XSS, при этом не ограничивая пользователя.
  - кроссбраузерность — то, как будет выглядеть статья, не зависит от познаний наполнителя в вёрстке.
  - пользователь может использовать WYSIWYM-редактор для редактирования структурных элементов, например, для редактирования структуры многоуровневого меню.